# Fermín IV
Fermín IV Caballero Elizondo (Monterrey, 1974. december –) mexikói rapper, Ő a Control Machete csoport vezetője és alapítója.

## Diszkográfia
Stúdióalbum
- Boomerang
- Odio/Amor

### AzControl Machetetagjaként
- Mucho Barato
- Artillería Pesada presenta
- Solo Para Fanáticos
- Uno, Dos:Bandera